# Parc national de Hamra
Vous lisez un « article de qualité » labellisé en 2012.
Le parc national de Hamra (en suédois Hamra nationalpark) est un parc national de la Suède situé dans la commune de Ljusdal du comté de Gävleborg. Il couvre une superficie de 1 383 ha, dans une zone au relief peu prononcé, le long du cours de la rivière Svartån.
La région est habitée depuis l'âge de la pierre principalement autour de lacs. Cependant, le territoire resta relativement peu peuplé jusqu'à l'installation à partir du XVIIe siècle de Finlandais, appelés par les Suédois skogsfinn, c'est-à-dire Finlandais des forêts. Ces Finlandais maitrisaient la culture sur brûlis, et exploitèrent donc les forêts de la région avec cette technique. Progressivement, cette technique fut abandonnée, la forêt devint alors principalement utilisée au cours du XIXe siècle pour l'exploitation du bois au profit de l'industrie minière. La forêt de Hamra fut dans un premier temps relativement épargnée par cette exploitation, en partie grâce aux difficultés de mise en place du flottage du bois dans les environs. La forêt conserva donc son caractère de forêt primaire jusqu'à la fin du XIXe siècle.
C'est précisément pour préserver une portion de forêt primaire, qui à l'époque recouvrait encore une grande partie du nord du pays, que le parc national d'Hamra fut créé en 1909, aux côtés de huit autres parcs nationaux, devenant ainsi les premiers parcs de Suède et d'Europe. Mais le but initial de ces parcs était de protéger un territoire naturel pour la recherche scientifique et non pour protéger un écosystème, pas plus que pour le tourisme. De ce fait, la superficie n'était pas perçue comme un critère important et le parc de Hamra ne s'étendait que sur 29 ha. Lorsque la vision du concept de parc national évolua dans la deuxième moitié du XXe siècle, cette superficie apparut insuffisante et il fut proposé de déclasser le parc en réserve naturelle, mais des voix s'élevèrent contre cette idée et au lieu de cela, le parc fut agrandi en 2011 pour atteindre 1 383 ha. Les zones ajoutées sont diverses, avec à la fois des vieilles forêts, des forêts plus jeunes et une vaste zone de tourbières.
La surface du parc est donc de nos jours répartie entre une vieille forêt de conifères caractéristiques de la taïga et un réseau de tourbières caractéristique de la zone subarctique. Ces tourbières, pratiquement pas affectées par le drainage, attirent une grande variété d'oiseaux en particulier limicoles. Cependant, c'est la partie forestière qui fait la célébrité du site, la forêt étant particulièrement ancienne, avec une richesse biologique digne de celle d'une forêt primaire. En particulier, le parc abrite un grand nombre d'espèces de mousses, de champignons et d'insectes menacées en Suède où la plupart des forêts sont exploitées. De même, de nombreuses espèces d'oiseaux liées aux vieilles forêts sont présentes dans le parc, en particulier les pics, chouettes et hiboux.
L'extension du parc coïncide avec une nouvelle politique en matière de tourisme, mise en place dans l'espoir de valoriser les qualités naturelles du site pour augmenter sa fréquentation, qui était d'environ 5 000 visiteurs par an avant l'agrandissement.

## Toponymie
Le parc national tire son nom du village de Finlandais des forêts  (Skogsfinn) Hamra situé à proximité du parc. Le nom du village provient du mot hammar signifiant sommet rocheux, du sommet sur lequel le village était construit.

## Géographie

### Localisation et frontières
Le parc national est situé dans la commune de Ljusdal, au nord-ouest du comté de Gävleborg, dans le Hälsingland, à 13 km à l'ouest de Los. Il couvre 1 383 ha (13,83 km2) tout en longueur le long du cours de la Svartån.

### Relief
Hamra est située dans une région dont le paysage est souvent nommé Bergkullslätt, c'est-à-dire une plaine parsemée de collines rocheuses isolées. Ce type de relief ne se trouve en Europe qu'en Suède et Finlande. Il n'y a pas de ces collines dans le parc même, mais certaines sont présentes non loin du parc, et s'élèvent d'environ 200 m au-dessus du niveau de la plaine. Le relief du parc est donc plat, avec une altitude de 400 m qui décroit de 80 m en allant vers la vallée de la Voxnan à l'est. La rivière Svartån, qui parcourt le parc, creuse à proximité de son embouchure dans la Voxnan une sorte de petit canyon.

### Climat
Du fait de sa petite taille et des relativement faibles différences d'altitude, le climat est très similaire d'un bout à l'autre du parc. Il est en comparaison du reste du pays plutôt continental, avec des différences de température plus marquées entre l'été et l'hiver et entre le jour et la nuit. La quantité de précipitations moins l'évapotranspiration est relativement importante avec entre 350 et 400 mm. Du fait des températures, une partie de ces précipitations se fait sous forme de neige, les premières gelées ont en général lieu en septembre et les dernières en mai. La couverture neigeuse commence à la mi-novembre et dure de 150 à 175 jours dans l'année avec une épaisseur maximale moyenne de 140 – 160 cm.
| Mois                     | jan. | fév. | mars | avril | mai  | juin | jui. | août | sep. | oct. | nov. | déc. | année |
| ------------------------ | ---- | ---- | ---- | ----- | ---- | ---- | ---- | ---- | ---- | ---- | ---- | ---- | ----- |
| Température moyenne (°C) | −7,9 | −6,5 | −3,4 | 1,2   | 7,7  | 12,5 | 13,9 | 12,3 | 7,7  | 3,4  | −2,9 | −6,4 | 2,6   |
| Précipitations (mm)      | 42,3 | 31,6 | 39,3 | 46,4  | 54,2 | 65,4 | 93,1 | 80,7 | 80,2 | 59,3 | 58,2 | 48,3 | 699   |

### Hydrographie

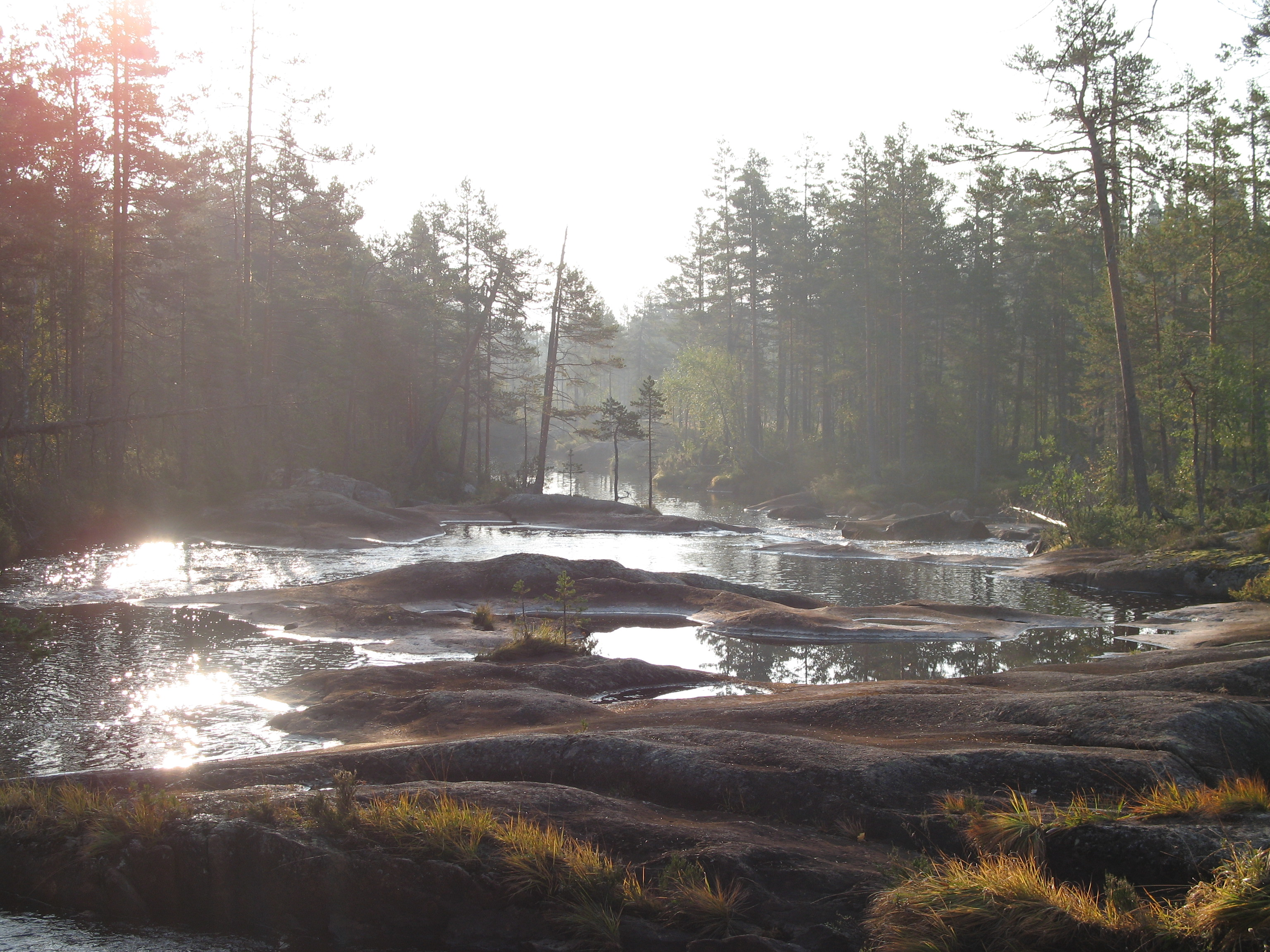
La rivière Svartån dans le parc

L'eau est un élément omniprésent dans le parc, et se décline sous de très nombreuses formes. Le parc national de Hamra est traversé par la Svartån, une petite rivière qui parcourt environ 7 600 m avant de se jeter dans la Voxnan, principal affluent du fleuve Ljusnan. Si dans sa partie la plus haute, à l'ouest, la rivière ressemble plus à un petit ruisseau, dans une vallée peu profonde, elle prend peu à peu de l'assurance et forme une vallée plus profonde et abrupte avant de se jeter dans la Voxnan. Cette rivière fut très peu affectée par l'homme, et a donc conservé son aspect originel. Le parc comprend aussi plusieurs lacs, relativement pauvres en nutriments et au pH relativement acide. Le plus grand de ces lacs est Svansjön, au niveau de l'ancien parc national, mais son niveau a été considérablement abaissé par l'homme.
Enfin, l'élément le plus marquant du parc est ses nombreuses et très diverses zones humides. La raison de leur omniprésence est la quantité importante de précipitations ajoutées au terrain plat. Un grand nombre de types de zones humides est représenté, des tourbières ombrotrophes relativement pauvres aux tourbières minérotrophes les plus riches. Le plus grand complexe de zones humides du parc est Svartåmyran (littéralement tourbière de la Svartån), alimenté par les rivières Svansjöbäcken et Svartån. Il s'agit d'une tourbière de type tourbière d'aapa, aussi appelée tourbière cordée, du fait de la forme que prennent ces marais. Si la partie nord-ouest fut partiellement drainée, la partie est est totalement intacte.

## Géologie
Le parc national de Hamra est situé dans une zone assez intéressante d'un point de vue géologique nommée synclinal de Loos-Hamra. Ainsi, malgré la petite taille du parc, un grand nombre de roches différentes se côtoient. Dans la partie sud du parc, délimitée approximativement par la Svartån, on trouve un granite porphyritique rouge ou rouge-gris. Au nord, on trouve de la granodiorite. Au centre de Svartåmyran se trouve une faille de direction nord-sud à l'est de laquelle se trouve une bande de roches mafiques orientée ouest-est et de largeur pouvant atteindre 500 m. Au sein de cette bande se trouve même des intrusions ultramafiques. En approchant de la Voxnan, on trouve des roches sédimentaires fortement métamorphisées, d'aspect gneissique, ainsi que des roches volcaniques, elles aussi fortement métamorphisées, appelées porphyre de Loos. Dans la partie basse de la Svartån se trouve aussi une mince bande de calcaire. Ces roches et les principales structures tectoniques sont en grande partie liées à l'orogenèse svécofennienne (autour de 1 900-1 800 Ma).
Outre les roches du socle, Hamra comprend un certain nombre de roches issues du dernier âge glaciaire. En effet, l'inlandsis qui couvrait la Suède a laissé des moraines, dont certaines formant des petites collines. À proximité de la Voxnan, le sol est recouvert d'une importante épaisseur de sédiments issus d'anciens sandar. Outre les collines morainiques, les glaciers ont laissé leur trace dans la topographie du terrain sous forme de kettles dans lesquels se trouvent les petits lacs, ainsi que le canyon de la Svartån, qui fut formé par les puissantes rivières lors du retrait des glaciers. Cette période ayant été courte, le canyon n'a pas atteint d'importantes dimensions.

## Milieux naturels

### Forêts

#### Flore

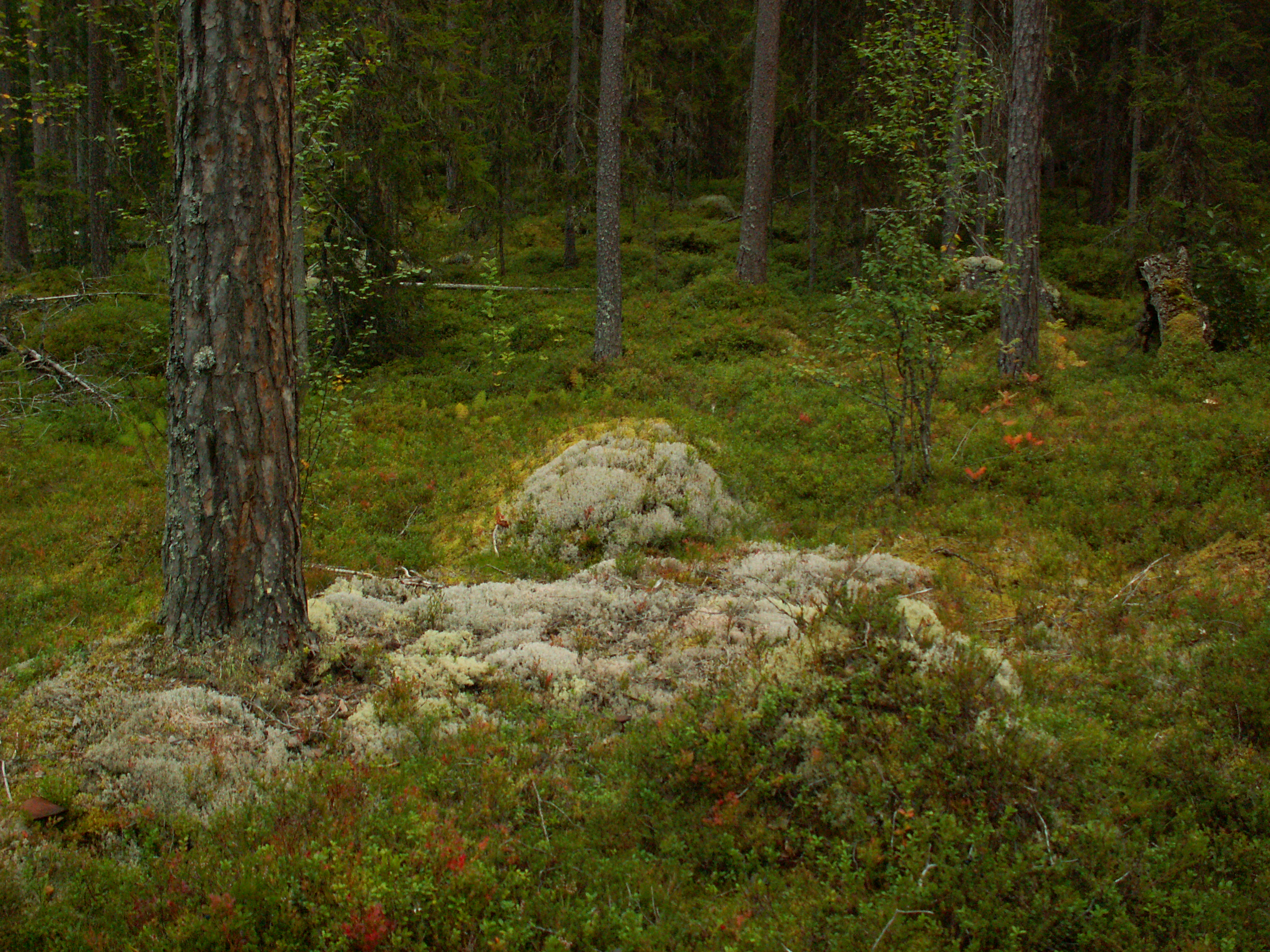
Forêt du parc de Hamra initial

La majorité (789 ha soit 57 %) du parc national de Hamra est couverte de forêt, principalement de conifères, typique de la taïga scandinave et russe,. Ces forêts varient grandement en âge au sein du parc : certaines sections ajoutées lors de l'extension du parc en 2011 sont couvertes de forêts très jeunes, très affectées par l'exploitation forestière, tandis que dans certaines zones les arbres atteignent jusqu'à 400 ans. Ces dernières ont un haut degré de naturalité et sont donc souvent qualifiées de forêt primaire (Urskog) ou au moins de forêt ancienne (Naturskog). Ce type de forêt a pratiquement disparu d'Europe et de Suède, alors qu'il était encore dominant à la fin du XIXe siècle ; de nos jours, on estime que la proportion de ces forêts est de l'ordre d'un pour mille dans le pays. Plusieurs zones du parc abritent de telles forêts : il s'agit du parc initial, des zones difficiles d'accès au centre de la tourbière Svartåmyran ainsi que des anciennes réserves Svartåvallen et Svartågrenen.
L'espèce d'arbre dominante du parc est le pin sylvestre (Pinus sylvestris), mais l'épicéa commun (Picea abies) est aussi fréquent. L'équilibre entre ces deux espèces évolue dans le temps et est particulièrement marqué par les feux de forêts : après un incendie, les pins se développent les premiers, mais avec le temps, les épicéas prennent petit à petit le dessus. Ainsi, les pins ont besoin d'incendies réguliers pour dominer. Ceci permet de comprendre pourquoi les arbres les plus vieux du parc sont les pins, allant jusqu'à 400 ans alors que les plus vieux épicéas ont 300 ans. D'après les analyses, les incendies se produisaient tous les 70 ans en moyenne. En particulier, un incendie particulièrement important eut lieu en 1703, ce qui explique que peu d'arbres ont plus de 300 ans. Le dernier incendie date d'il y a 150 ans ; ils se font beaucoup plus rares, étant sévèrement combattus par l'homme.

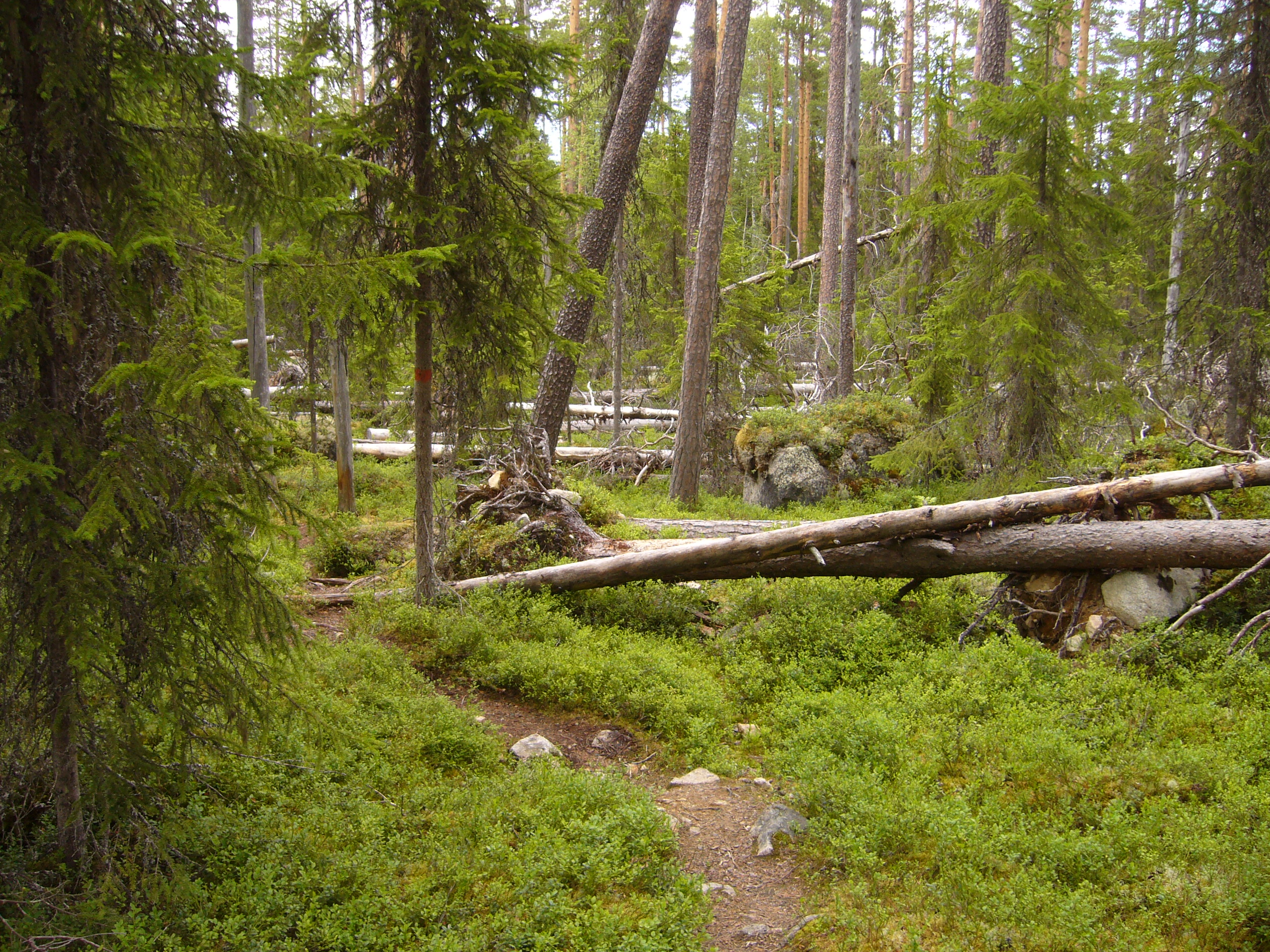
Les forêts du parc contiennent beaucoup de bois morts qui sont à la base de leur richesse

Ces forêts anciennes sont un substrat particulièrement important pour une riche faune et flore. Ceci est en particulier lié à la présence de bois mort. Le bois est en effet successivement dégradé par de nombreuses espèces, en particulier de mousses, de champignons et d'insectes,. Mais, du fait de l'exploitation de la plupart des forêts suédoises, un grand nombre des espèces liées aux vieilles forêts sont maintenant menacées dans le pays : sur les 4 000 espèces présentes sur la liste rouge (liste des espèces menacées) suédoise en 2010, 2 000 sont liées aux forêts anciennes,.
Ainsi, le parc comprend plusieurs espèces de mousses menacées, avec en particulier plusieurs hépatiques, telles que Calypogeia suecica, Cephalozia catenulata et Anastrophyllum hellerianum, souvent considéré comme bioindicateur de la richesse d'une forêt. On trouve aussi quelques espèces intéressantes de lichen, même si la faible diversité de milieux implique un faible nombre d'espèces : sur les sols nus se développent quelques espèces du genre Cladonia tandis que sur les arbres se développent des usnées. Il a été noté la présence de Alectoria sarmentosa avec certains spécimens pouvant atteindre jusqu'à près d'1 m. Enfin, le parc est particulièrement riche en champignons lignivores caractéristiques de la taïga originelle. En revanche, le parc n'est pas particulièrement riche en champignons comestibles. Mousses, champignons et lichens constituent avec les arbres l'essentiel de la végétation, le sol étant relativement pauvre. Parmi les rares plantes vasculaires présentes dans le parc, peuvent être citées la camarine noire (Empetrum nigrum) de même que quelques espèces d'orchidées telles que l'orchis incarnat (Dactylorhiza incarnata), l'orchis tacheté (Dactylorhiza maculata), la goodyère rampante (Goodyera repens) et la listère cordée (Listera cordata).

#### Faune

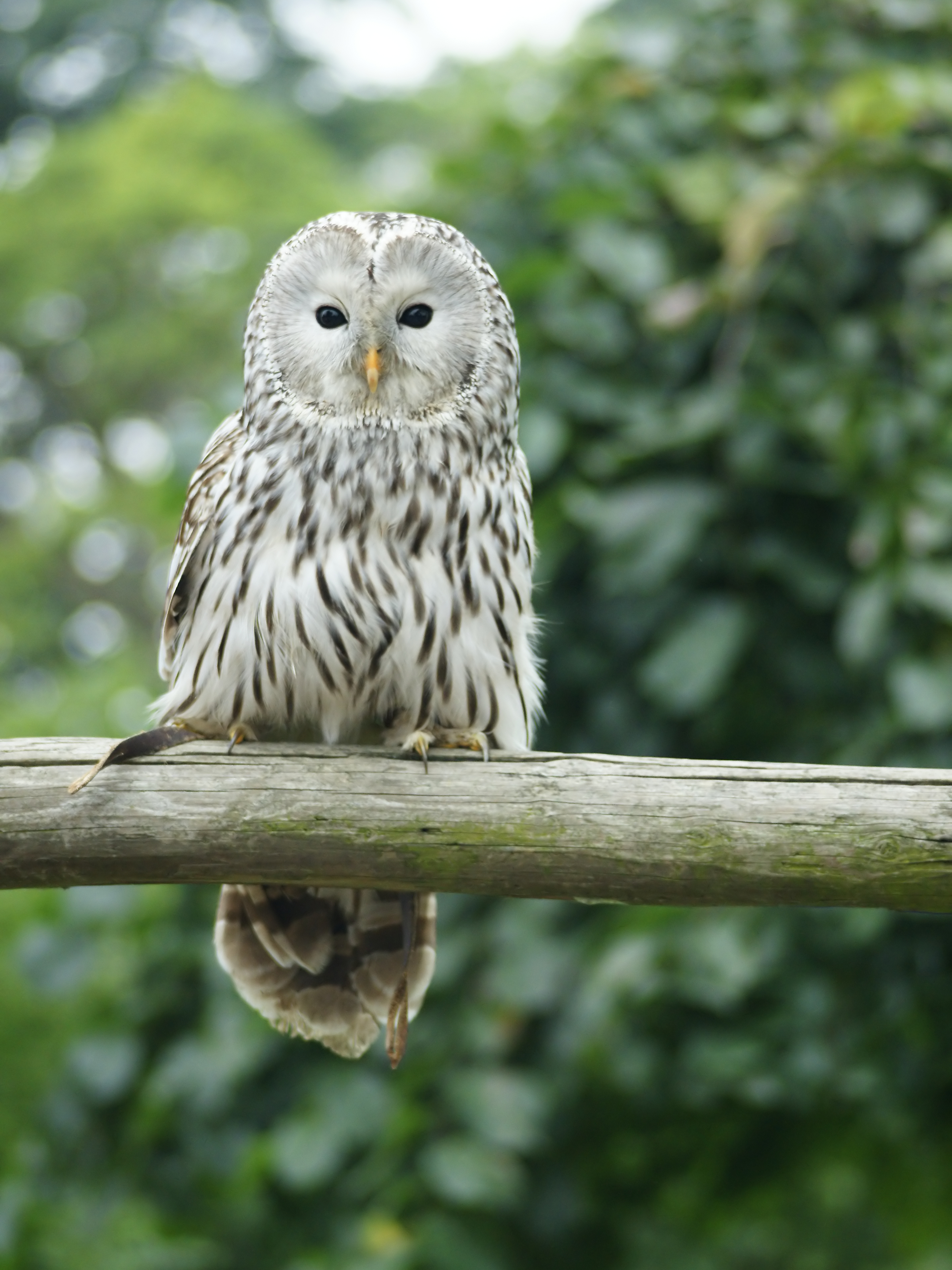
La chouette de l'Oural est l'un des emblèmes du parc

De la même façon que pour les mousses et les champignons, les forêts anciennes comme celles présentes à Hamra sont nécessaires à la survie d'un grand nombre d'espèces d'insectes. Il s'agit principalement de coléoptères, qui se nourrissent du bois mort. Parmi ces espèces, Bius thoracicus était le symbole du parc jusqu'à son extension en 2011. Les espèces de coléoptères du parc ont été inventoriées dès 1927, ce qui permet de suivre l'évolution des espèces sur un grand intervalle de temps : il est alors apparu que plusieurs espèces ont disparu de Hamra depuis cette époque. La principale explication à cela est que le parc était trop petit pour protéger efficacement certaines espèces. Ceci est d'autant plus marqué sur certaines espèces qui interviennent uniquement à des stades très précis de la décomposition du bois et ont donc besoin que du bois meure régulièrement, ce qu'un parc d'une vingtaine d'hectares ne peut assurer. Une autre raison est que plusieurs espèces sont spécifiquement liées au bois brûlé par un incendie, mais ces derniers sont devenus rares. Les coléoptères ne sont pas les seuls insectes à avoir besoin de vieilles forêts pour se développer. Ainsi, on trouve dans le parc le papillon de nuit Xestia sincera, qui était autrefois très répandu en Suède, mais qui est aujourd'hui classé comme en danger sur la liste rouge suédoise. La raison à cela est que ses larves se camouflent dans les lichens pendant depuis les branches basses des épicéas, conditions qu'elles ne trouvent pas dans les forêts exploitées.
Certains oiseaux aussi apprécient particulièrement les anciennes forêts d'Hamra. Cela peut être indirectement dû au fait qu'ils se nourrissent des insectes eux-mêmes dépendants du bois mort, comme c'est le cas pour le pic tridactyle (Picoides tridactylus), espèce menacée en Suède, qui se nourrit volontiers des larves de coléoptères. Cela peut être aussi une question d'habitat : la chouette de l'Oural (Strix uralensis), par exemple, apprécie particulièrement les arbres creux, c'est-à-dire des arbres vieux mangés de l'intérieur par les champignons. De manière générale, le parc de Hamra est assez riche en picidés (la famille des pics) et en Strigiformes (l'ordre des chouettes et hiboux).
Les mammifères, eux, sont beaucoup moins sensibles à l'âge de la forêt, et les mammifères d'Hamra sont donc les mammifères classiques de cette région de Suède. Il y a une assez importante population d'élans (Alces alces) et de chevreuils (Capreolus capreolus), et la population d'ours bruns (Ursus arctos) figure parmi les plus denses du pays. Le lynx boréal (Lynx lynx) est aussi un visiteur régulier du parc. Le parc ne fait partie du territoire d'aucune famille de loups gris (Canis lupus lupus), bien qu'une famille se retrouve juste au sud du parc et quelques kilomètres à l'est. Des individus solitaires peuvent occasionnellement traverser le parc. Il en va de même pour le glouton (Gulo gulo), qui reconquiert progressivement du territoire dans la forêt, alors qu'il avait été chassé dans le passé pour ne subsister que dans les montagnes des Alpes scandinaves.

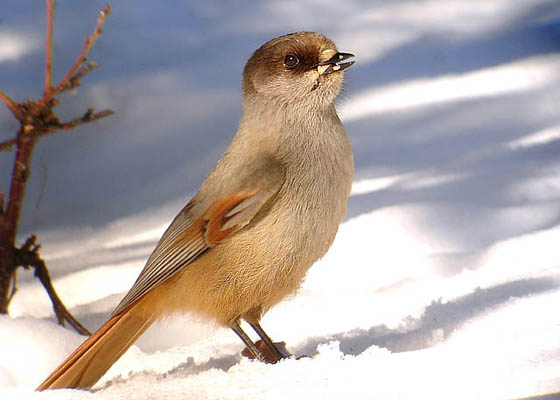
Le mésangerai imitateur
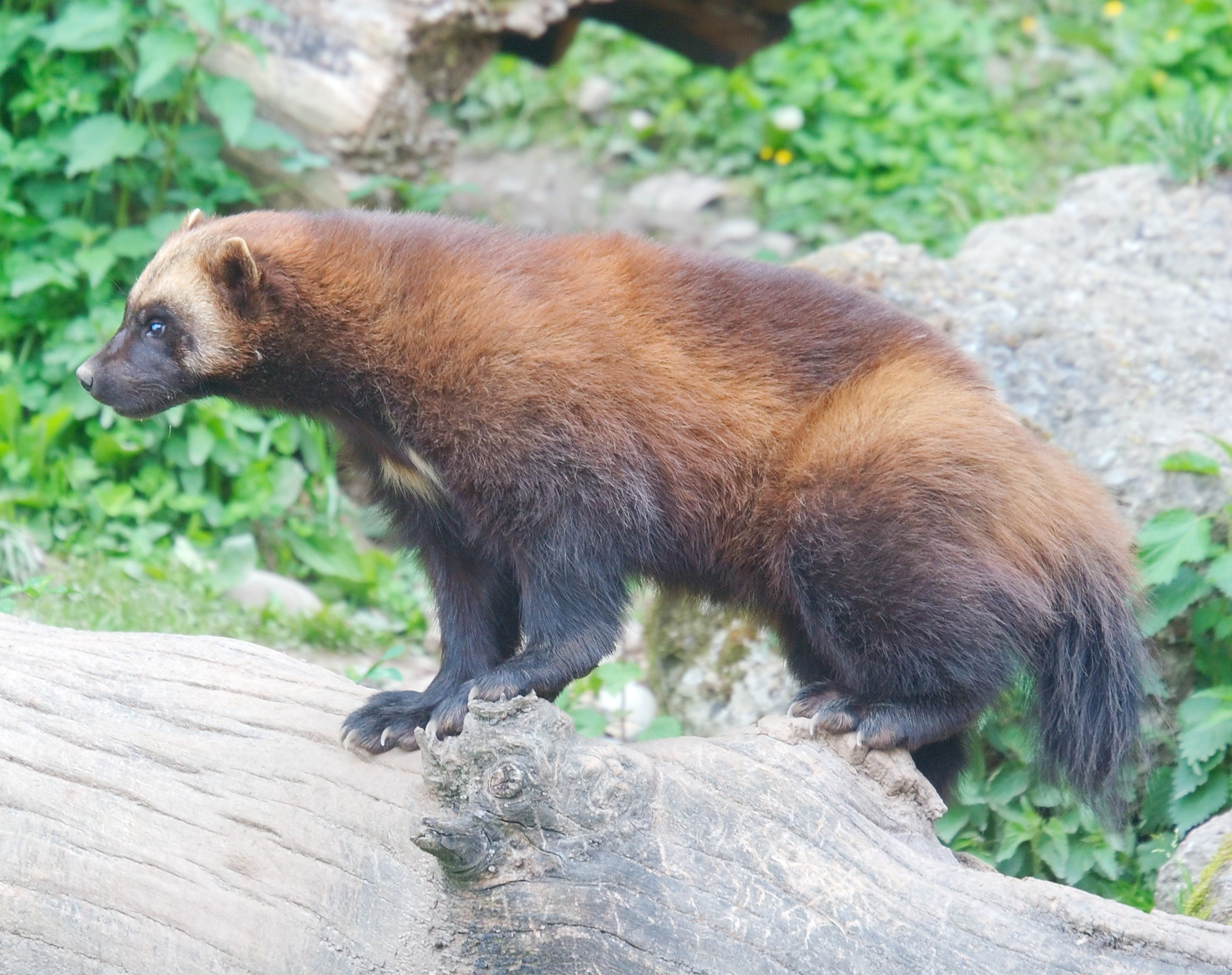
La population de gloutons augmente à nouveau dans les forêts de Suède, et certains individus peuvent être observés dans le parc

### Zones humides

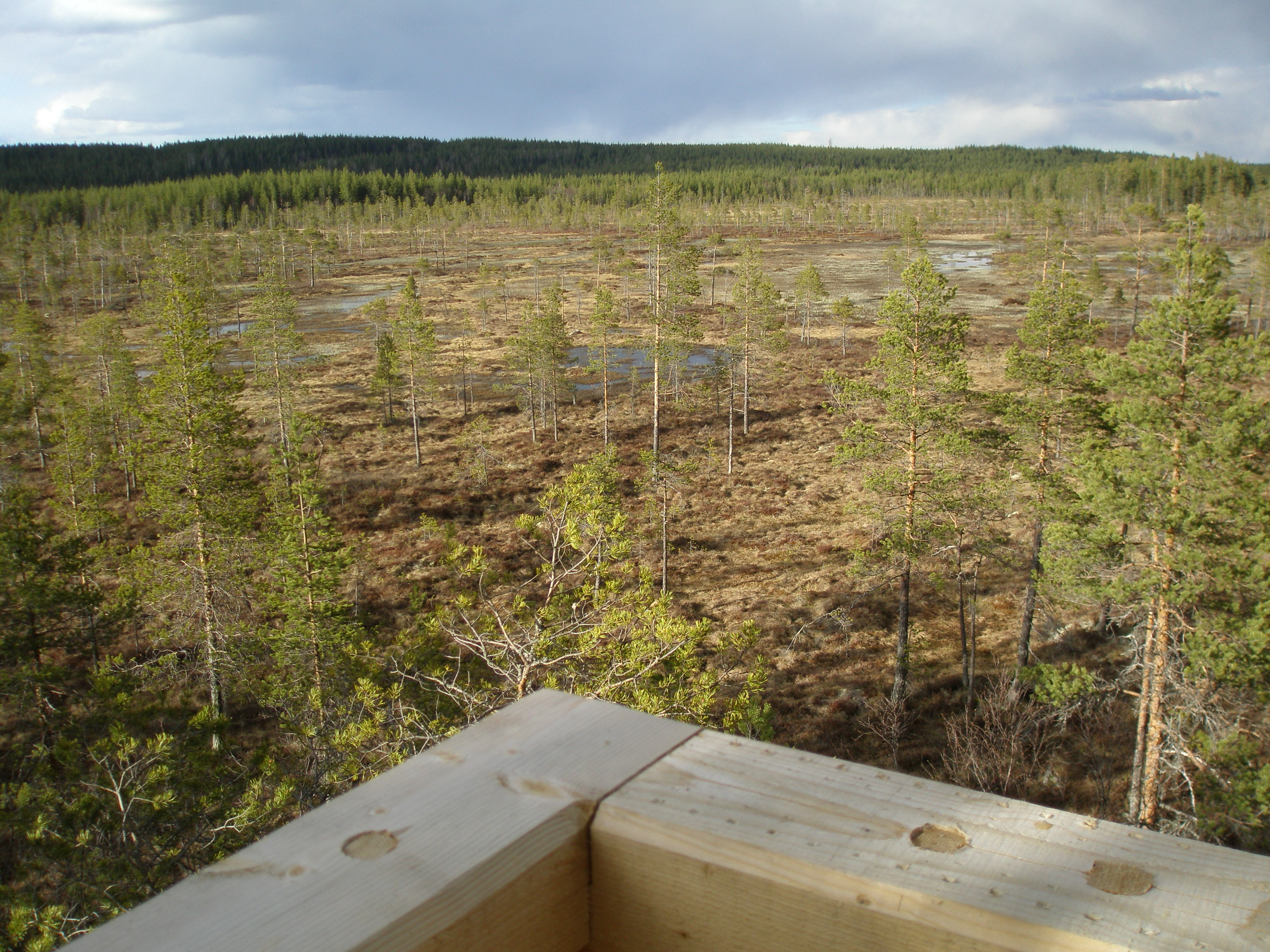
Une section de Svartåmyran vue depuis la tour d'observation du parc

Environ 45 % de la surface du parc d'Hamra est constitué de tourbière, dont en particulier le vaste complexe Svartåmyran. Une partie de ces tourbières est relativement pauvre (tourbière ombrotrophe), avec comme espèces de plantes caractéristiques la malaxis des marais (Hammarbya paludosa), la linaigrette grêle (Eriophorum gracile) et la mousse lycopode des tourbières (Lycopodiella inundata). Cependant, certaines sont alimentées par des ruisseaux, dont en particulier la Svartån, qui apportent alors des minéraux permettant une plus grande richesse (tourbière minérotrophe). Dans ces zones se développent entre autres la saussurée des Alpes (Saussurea alpina), la parnassie des marais (Parnassia palustris), la laîche de Buxbaum (Carex buxbaumii). Dans certaines zones humides, les sols sont calcaires, ce qui permet le développement d'autres espèces, dont en particulier plusieurs espèces de mousses rares en Suède.
À proximité immédiate des zones humides ainsi que dans les îlots plus secs en leur sein, certains arbres se développent. Les conifères se font alors plus rares et laissent la place belle aux feuillus, en particulier des bouleaux, du saule marsault (Salix caprea), et parfois de l'aulne blanc (Alnus incana). Certaines espèces de lichens rares sont associées aux saules, telles que le Lobaria pulmonaria et le Lobaria scrobiculata.

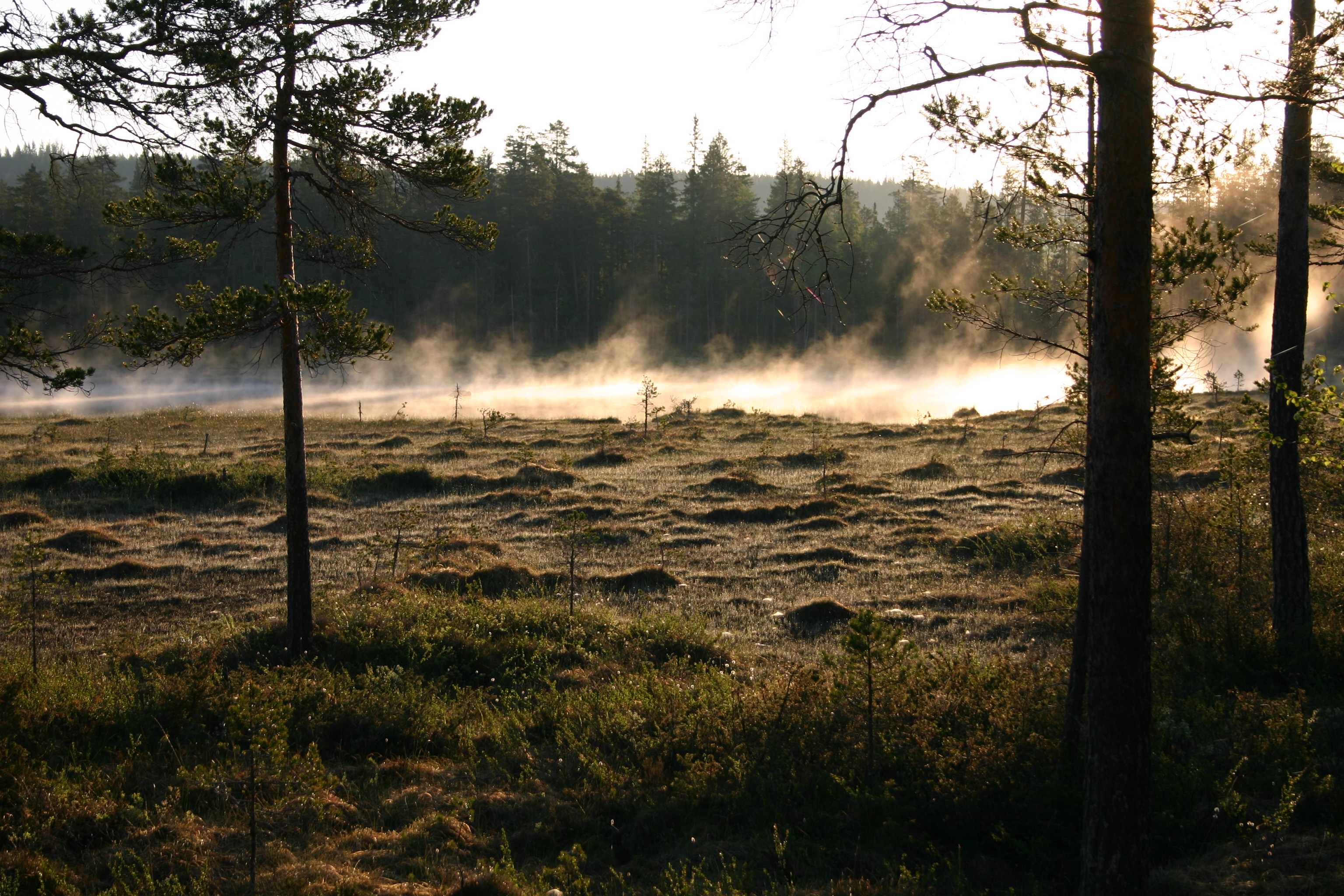
Brume sur le parc

Les tourbières du parc renferment la plus riche avifaune du comté, à la fois en nombre d'espèces et en nombre d'individus. Ceci est lié en partie à leur taille, mais aussi à leur structure avec plusieurs petits lacs peu profonds qu'apprécient particulièrement les insectes pour se reproduire. Ces insectes, ainsi que d'autres invertébrés, forment ensuite la nourriture de base pour de nombreuses espèces limicoles et de passereaux. C'est dans les sections les plus humides, au cœur de la tourbière Svartåmyran que le nombre d'oiseaux est le plus important. Les principales espèces rencontrées sont la grue cendrée (Grus grus), le cygne chanteur (Cygnus cygnus), le lagopède des saules (Lagopus lagopus), le pluvier doré (Pluvialis apricaria), la bécassine des marais (Gallinago gallinago), le chevalier aboyeur (Tringa nebularia), le chevalier cul-blanc (Tringa ochropus), le chevalier sylvain (Tringa glareola), le chevalier guignette (Actitis hypoleucos), le pipit farlouse (Anthus pratensis) et la bergeronnette printanière (Motacilla flava).
Trois espèces de poissons ont été trouvées dans les eaux du parc : le vairon (Phoxinus phoxinus), le chabot commun (Cottus gobio) et la truite (Salmo trutta).

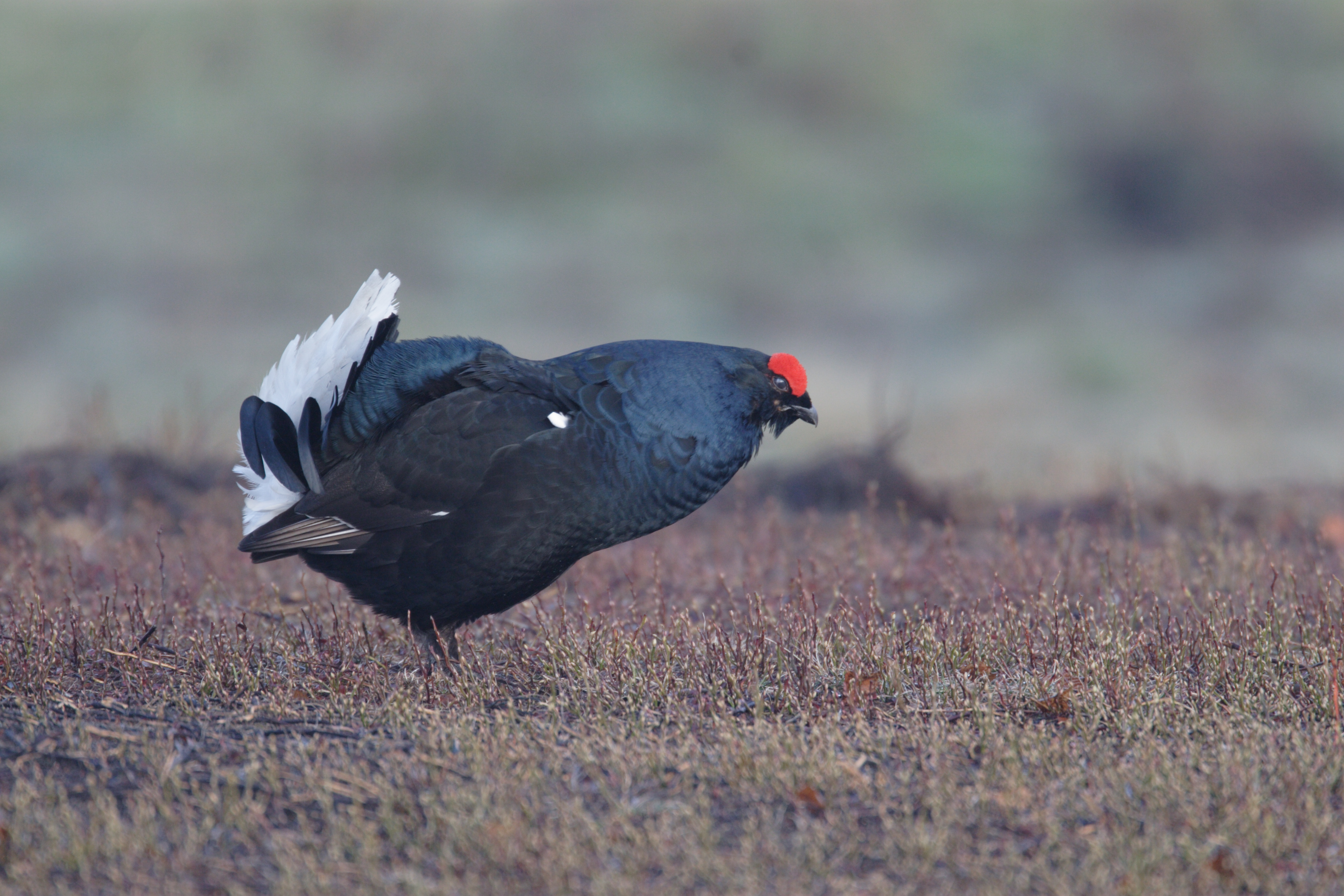
Un Tétras lyre
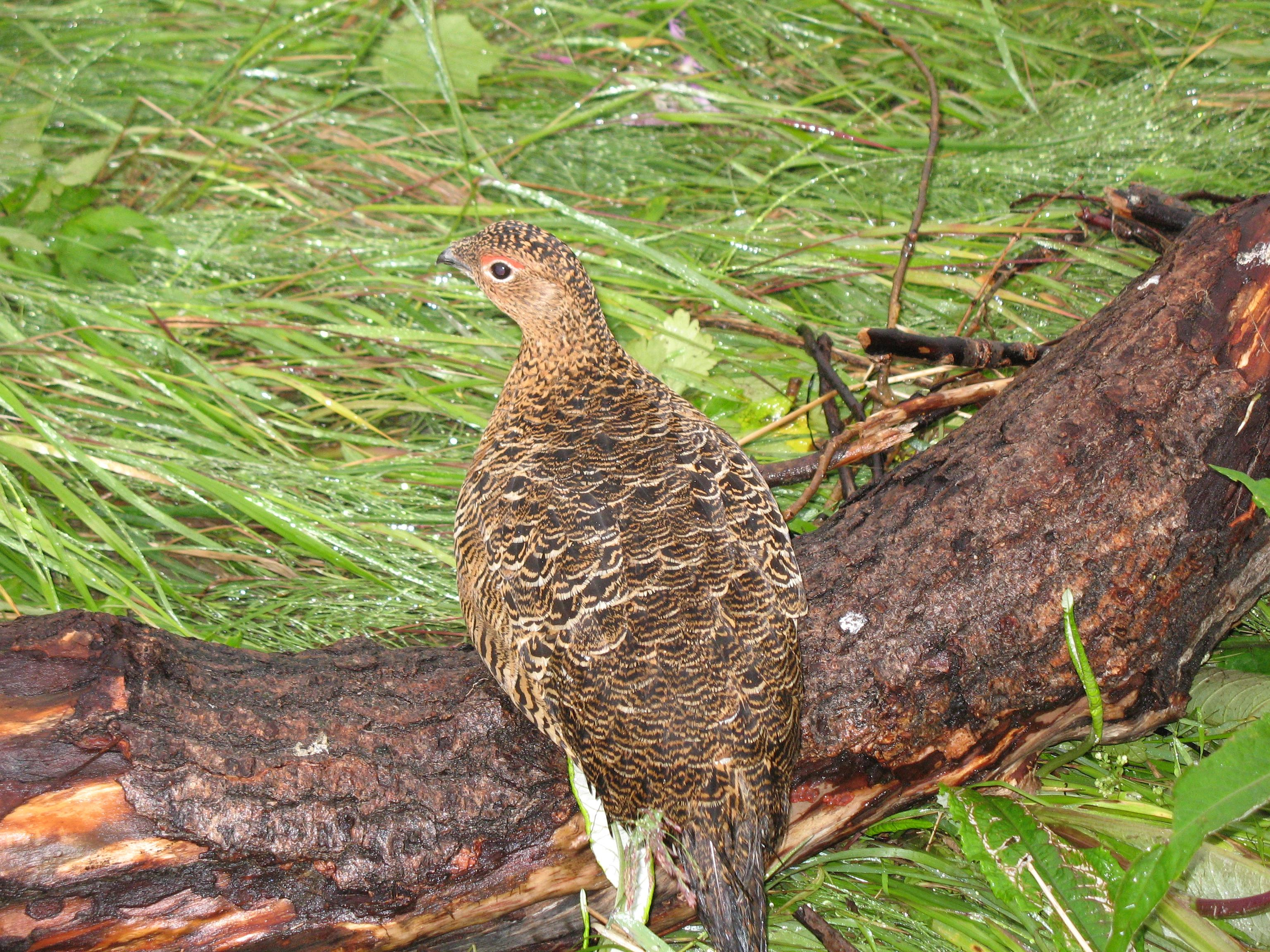
Un lagopède des saules
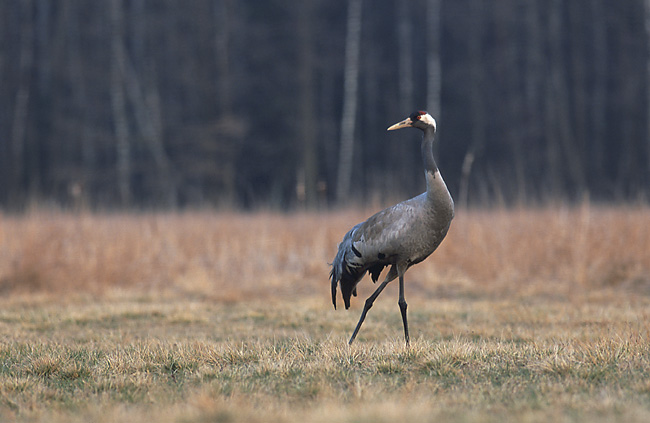
Une grue cendrée

## Histoire

### Préhistoire et Moyen Âge
La région est peuplée depuis l'âge de la pierre. Il s'agissait alors d'une culture de chasseurs-cueilleurs du Norrland. Ainsi, dans la paroisse de Los par exemple, 35 habitations de l'âge de la pierre furent trouvées, en particulier sur les rives des lacs. Une trentaine de pièges (fosses) furent aussi trouvés, datant probablement de cette époque, bien qu'ils aient été utilisés encore longtemps après. Cependant, le parc même ne compte aucune ruine de cette époque.
Durant l'âge de Vendel (entre 550 et 800 apr. J.-C.), l'exploitation du fer des marais se généralisa dans toute la Dalécarlie et le Hälsingland. On trouve plusieurs traces de ces activités dans toute la paroisse, et en particulier un site dans le parc où le fer des marais était grillé.
Les analyses de palynologie effectuées dans le parc ont montré qu'entre 1300 et 1600, la forêt s'est éclaircie et que la quantité d'épicéas diminua au profit des pins, ce qui tend à indiquer que la forêt fut utilisée au Moyen Âge comme terrain de pâture. Il est difficile de savoir qui utilisait la forêt aussi tôt que le Moyen Âge : il pourrait s'agir de Samis ou de Finlandais, mais les hypothèses actuelles tendraient à privilégier les débuts de pratiques de transhumance des suédois.

### Les Finlandais des forêts
À partir du début du XVIIe siècle, la région, jusque-là relativement dépeuplée, commença à être colonisée par des Finlandais (la Finlande était alors une partie de la Suède). Ces Finlandais furent appelés Finlandais des forêts (Skogsfinn), et ils formèrent plusieurs villages dont celui d'Hamra, regroupés dans ce que l'on appelle Orsa finnmark (littéralement terres finlandaises d'Orsa). Cette colonisation était encouragée par l’État suédois, avec en particulier une exemption de 6 ans de taxes pour les nouveaux-venus. La raison à cela est que cette colonisation augmentait le potentiel de taxe et qu'il permettait de peupler ces régions reculées du royaume.
Ces Finlandais maîtrisaient la technique de la culture sur brûlis dans ces forêts de conifères, et ceci constituait la majeure partie de leurs ressources au XVIIe siècle. Le seigle était la principale plante cultivée. En parallèle de ce mode de culture, les Finlandais pratiquaient aussi la fenaison des marais, l'élevage, ainsi que la chasse et la pêche.
Durant le XVIIIe siècle, l'importance de la culture sur brûlis diminua au profit d'une agriculture fixe, avec comme espèce dominante le seigle et l'orge. La raison de ce changement tient en partie d'une législation visant à protéger les forêts pour la production de bois à destination des activités minières.

### Époque moderne

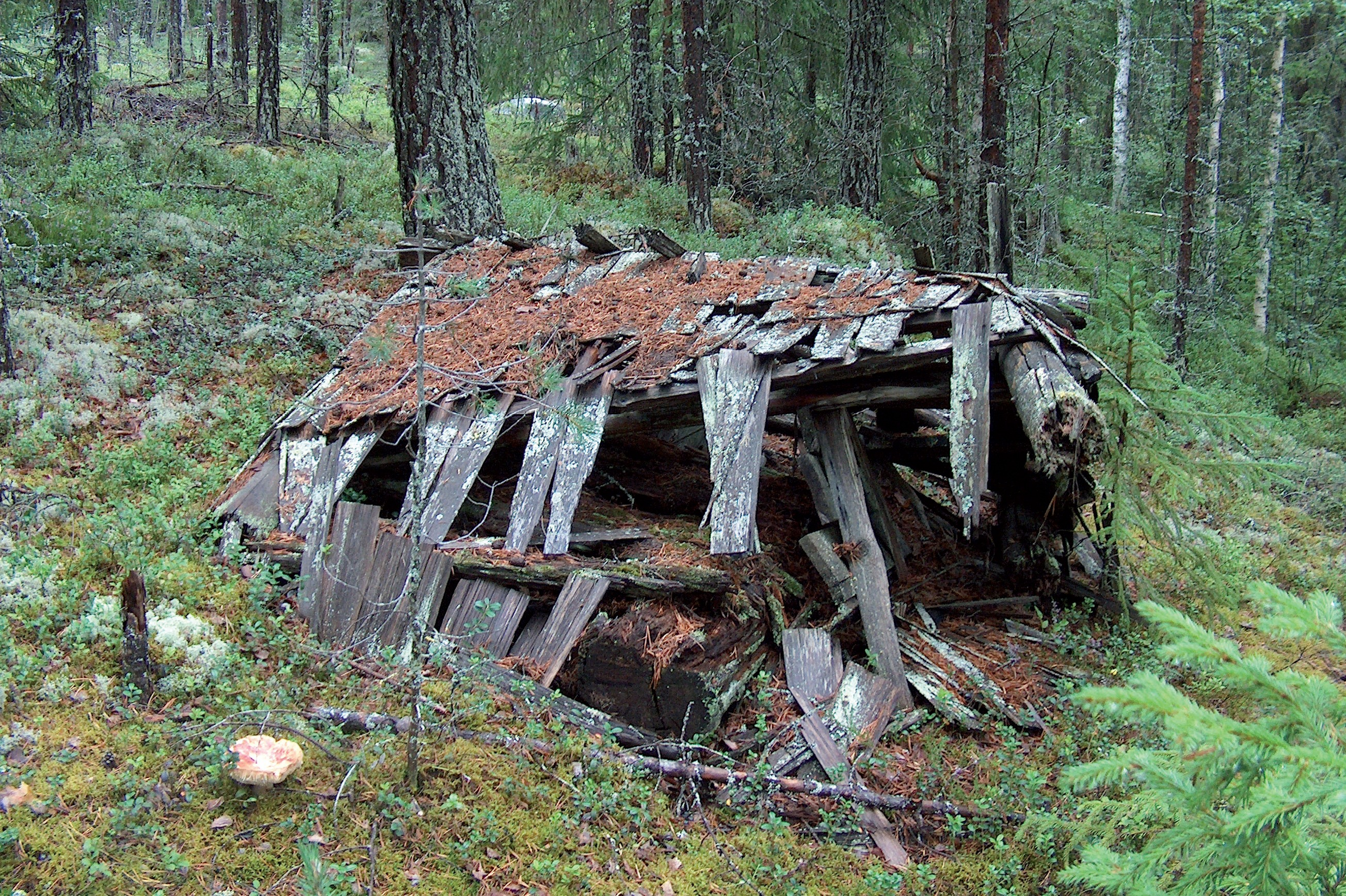
Ruines d'une habitation en bois utilisée par les charbonniers

Dans la seconde moitié du XIXe siècle, les forêts de la région subirent d'importants changements. La forêt était maintenant vue comme ayant une valeur commerciale et son exploitation commença alors sérieusement. Cependant, le flottage du bois sur la Voxnan, qui fut tenté en 1849, échoua, son cours se révélant peu adapté. En 1855, des travaux furent entrepris pour faciliter cette activité qui put donc reprendre sérieusement en 1869, et continua ainsi jusqu'en 1966. Les aménagements du cours sont toujours observables. Ce n'est qu'alors que l'exploitation du bois dans la forêt put commencer dans le parc de Hamra. Plus précisément, l'exploitation commençant en 1884 (soit environ 20 à 40 ans après le reste des forêts du nord du pays) lorsque 37 000 ha dans la zone furent classés Kronopark : une zone de forêt détenue par l'état suédois afin d'y exploiter la forêt.
Ainsi, diverses activités commencèrent à être menées dans les forêts. Une partie du bois était utilisée sur place pour la fabrication de charbon de bois ou de goudron de pin. Les traces d'anciennes meules à charbon, ainsi qu'une fosse à goudron, sont toujours visibles dans le parc. À proximité d'une meule se trouve aussi les ruines d'une habitation en bois utilisée par les  charbonniers. L'importance du charbon était initialement liée à la production de fer extrait dans les riches mines de la région. Cette activité subit un regain avec l'ouverture en 1909 de la ligne de chemin de fer entre Orsa et Sveg qui passait à proximité, jusqu'à son électrification dans les années 1950. Certaines zones humides, telles que le nord-ouest du Svartåmyran et le lac Svansjön, furent drainées pour récupérer des terres de forêt, surtout entre 1910 et 1950, ce qui aboutit en particulier à une grande diminution de la surface du lac Svansjön.
Malgré cette intensification de l'exploitation de la forêt, certaines petites zones n'eurent pas le temps d'être exploitées avant d'être protégées et conservèrent donc leurs vieilles forêts. De même, la Svartån ne fut jamais utilisée pour le flottage et conserva donc un cours naturel. Deux petits barrages furent cependant construits à proximité du cours de la rivière, un ancien mesurant 26 m de long et un nouveau à 15 m de là mesurant 45 m de long. Leur fonction n'est pas tout à fait claire, mais l'ancien était probablement lié à un moulin, tandis que le nouveau permettait peut-être d'éviter d'inonder la route passant à proximité lors des crues de la rivière,.

### Création du parc

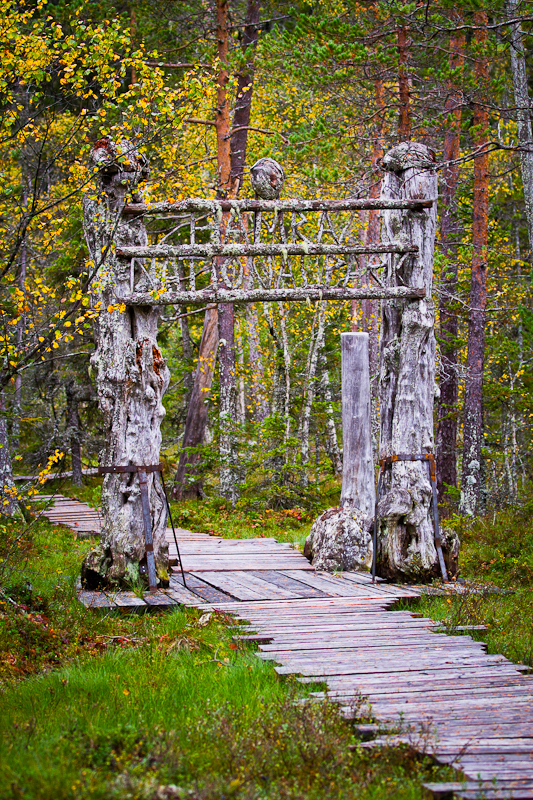
Entrée du parc initial

À la fin du XIXe siècle, la volonté de protéger la nature commença à se répandre parmi les scientifiques et les citadins. Ce mouvement trouve en particulier son origine dans un article de 1880 de l'explorateur Adolf Erik Nordenskiöld qui fut l'un des premiers à proposer de créer des parcs nationaux, inspiré par les premiers parcs nationaux américains. L'idée fut reprise en 1904, motivée par un discours donné en Suède par le botaniste Allemand Hugo Conwentz, sur « les dangers menaçant les paysages naturels ... et propositions pour leur protection ». Le mois suivant, le botaniste suédois Karl Starbäck de l'université d'Uppsala, évoqua la question au parlement, dont il était membre. Un comité de protection de la nature fut alors créé au sein de l'académie royale des sciences afin de choisir quelles zones devaient être protégées. En 1905, le comité suggéra qu'une partie du Kronopark d'Hamra devrait devenir parc national. La proposition aboutit en 1909 à la création des neuf premiers parcs nationaux de Suède et d'Europe, parmi lesquels le parc national de Hamra.
Le but du parc national était avant tout scientifique : il s'agissait de préserver une forêt vierge pour que les scientifiques puissent y étudier la nature sans interaction avec l'homme. De ce fait, il n'était pas nécessaire que le parc soit très grand, et il fut donc décidé que le parc devrait couvrir 20 ha de forêt (ainsi que 8 ha de tourbières et de lacs). À cette époque, les zones non affectées par l'industrie forestière dans le Kronopark ne manquaient pas, mais la zone choisie avait l'avantage d'avoir des frontières naturelles grâce aux tourbières et aux lacs. Cependant, lorsque le parc fut cartographié plus précisément, on remarqua que la superficie de forêt était de 23 ha. Il fut donc décidé en 1911 de retirer 3 ha du parc pour revenir au plan initial,. Les 3 ha retirés se trouvent au niveau de l'entrée du parc national.
À cette époque, le parc était considéré comme une forêt primaire, c'est-à-dire jamais affectée par l'homme. Des marques de présence humaine avaient été trouvées, mais rien n'indiquait que la forêt n'ait jamais été exploitée. De même, on savait que la zone avait été soumise à la pâture, mais il semblait improbable que la zone du parc ait pu attirer les animaux, n'ayant aucune plante intéressante pour eux. Mais en 2001, la biologiste Eva-Maria Nordström publia une étude de palynologie qui montra la pratique de culture sur brûlis dans le parc, mettant définitivement un terme à l'idée de forêt primaire. Ceci n'enlève cependant rien à la richesse de la forêt, d'autant que la culture sur brûlis avait probablement la même influence que les incendies qui ont lieu naturellement dans les forêts.

### Extension du parc

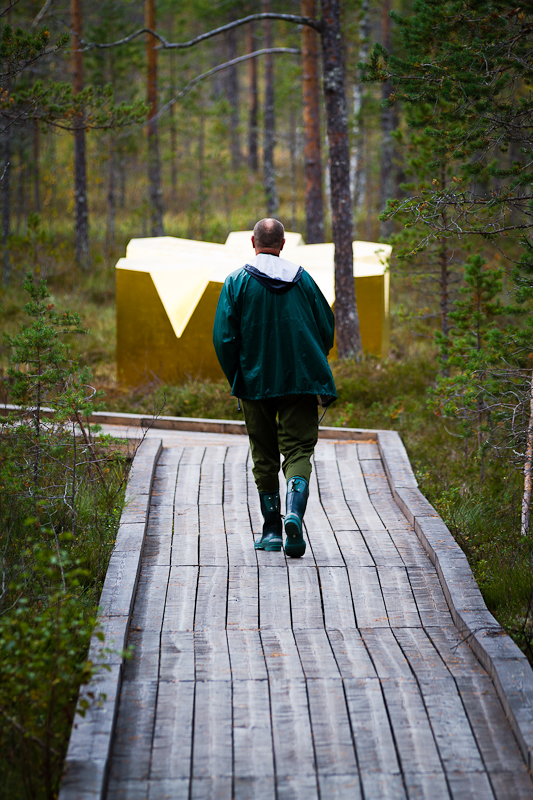
Hamra est le premier parc national à arborer le nouveau symbole des parcs nationaux

La vision de ce que devait être un parc national en Suède évolua. L'idée qu'une zone de nature préservée pouvait avoir un intérêt esthétique et touristique commença à percer au milieu du XXe siècle, puis l'importance de la protection des écosystèmes arriva à son tour. Pour ces raisons, un parc national ne pouvait plus être trop petit et dans les années 1980, des nouvelles règles furent établies, qui imposaient en particulier qu'un parc national devait couvrir au moins 1 000 ha. Hamra, d'une superficie de seulement 28 ha, ne remplissait plus cette condition et il fut donc proposé dans le plan directeur des parcs nationaux de 1989 de déclasser le parc national en réserve naturelle. Mais cette idée souleva de nombreuses protestations tant au niveau local que national. À la place, il fut alors envisagé d'agrandir le parc, d'autant que les tourbières de Svartåmyran et le cours de la Svartån apparurent comme d'une grande valeur biologique et esthétique. En 1986, 144 ha de forêts et tourbières furent ainsi protégés autour du parc, mais le parc lui-même ne fut pas agrandi. En 1998, 180 ha incluant le parc furent ajoutés au réseau Natura 2000.
Lors de la rédaction du deuxième plan directeur des parcs nationaux, en 2006-2007, plusieurs rapports récents avaient noté la valeur des forêts et marécages autour du parc de Hamra, et il fut donc finalement proposé d'agrandir le parc pour une superficie totale de 1 060 ha. Tant la commune de Ljusdal que le comté de Gävleborg approuvèrent. Le tracé des frontières était alors choisi pour contenir essentiellement les zones d'intérêt biologique, c'est-à-dire les zones humides et les anciennes forêts. Cependant, ceci fragmentait quelque peu le parc, et en particulier, la zone au nord de la route d'accès au parc, avec ses forêts jeunes, se trouvait en dehors alors que la zone au sud se situait dedans. Ceci était considéré comme négatif pour les visiteurs, qui n'auraient pas le sentiment d'immersion dans une forêt ancienne en arrivant par la route. Une nouvelle proposition fut donc faite avec un ajout de 248 ha, avec l'idée que cette zone de forêt jeune deviendrait à son tour une forêt ancienne si on lui en laisse la possibilité. Des feux de forêts y seront organisés afin d'offrir un substrat favorable pour la reconstitution d'une forêt riche. Finalement, la zone contient trois anciennes réserves naturelles : la réserve de Svartåvallen (7,6 ha, créée en 1937), la réserve de Svartågrenen (30 ha, créée en 1961) et la réserve de Långsvedjan (7,4 ha, créée en 1949). Le nouveau parc, d'une superficie totale de 1 383 ha, fut inauguré le 16 septembre 2011 lors d'une cérémonie d'ouverture qui attira 1 000 personnes.

## Gestion et réglementation
Comme pour la plupart des parcs nationaux de Suède, la gestion et l'administration sont divisées entre l'agence suédoise de protection de l'environnement (Naturvårdsverket) et le conseil d'administration des comtés (Länsstyrelse). Naturvårdsverket est chargé de la proposition des nouveaux parcs nationaux ou de leur extension, sur consultation des conseils d'administration des comtés et des communes, et la création est entérinée par un vote du parlement. Le terrain est ensuite acheté par l'État, par l'intermédiaire de Naturvårdsverket. Par la suite, le parc est principalement géré par le comté, c'est-à-dire par le conseil d'administration du comté de Gävleborg dans le cas de Hamra.
À des fins de gestion, le parc de Hamra est divisé en trois zones, permettant de concilier les activités touristiques avec la protection de la nature. La zone I est la zone sauvage ou de faible activité : c'est la plus vaste zone du parc, comprenant peu ou pas d'infrastructures. La zone II, zone de haute activité, comprend en fait trois sites distincts proches des trois entrées, qui comprennent la plupart des sentiers et infrastructures pour visiteurs. Enfin, la zone III correspond aux trois entrées et leurs environs immédiats, avec les infrastructures conçues pour accueillir un grand nombre de visiteurs avant de les répartir sur les sentiers de la zone II.
Le parc de Hamra est assez unique en Suède (avec celui de Söderåsen) dans le sens où depuis son extension, il comprend des zones très affectées par l'homme (forêts jeunes, marais et lacs drainés...). Il fut donc décidé d'entreprendre une restauration active de la naturalité de ces zones. Les forêts ont été divisées en quatre types pour y exercer le mode de gestion le plus adapté. Une zone de forêt primaire ou ancienne couvrant 104 ha, contenant en particulier l'ancien parc, est laissée se développer naturellement. La lutte contre les feux de forêt y est entreprise si besoin est. 17 ha de jeunes forêts isolées dans le Svartåmyran constitue la deuxième zone, qui sera brûlée dans un premier temps pour restaurer sa naturalité, en prenant soin de certains arbres comme les saules et les aulnes, puis laissée à elle-même, les feux de forêts ne s'y produisant naturellement pas du fait de la situation au cœur du marais. La zone III comprend 123 ha de forêt majoritairement jeune, qui doit être brûlée entre 2010 et 2025 pour restaurer sa naturalité, puis brûlée partiellement à intervalles réguliers pour reproduire les cycles d'incendies naturels et permettre à la faune et la flore, dépendantes de ces incendies, de se développer. Enfin, la dernière zone est une zone de 430 ha comprenant forêts anciennes et jeunes dont la gestion sera décidée à la vue des résultats dans les autres zones, à partir de 2025.
Une gestion assez similaire est prévue pour les 541 ha de marais pour lesquels les réseaux de drainage seront éliminés progressivement pour restaurer la naturalité des parties affectées, puis la nature sera laissée à elle-même. Enfin, des études seront menées pour analyser les impacts de mesures similaires pour les lacs du parc d'ici 2015.

## Tourisme

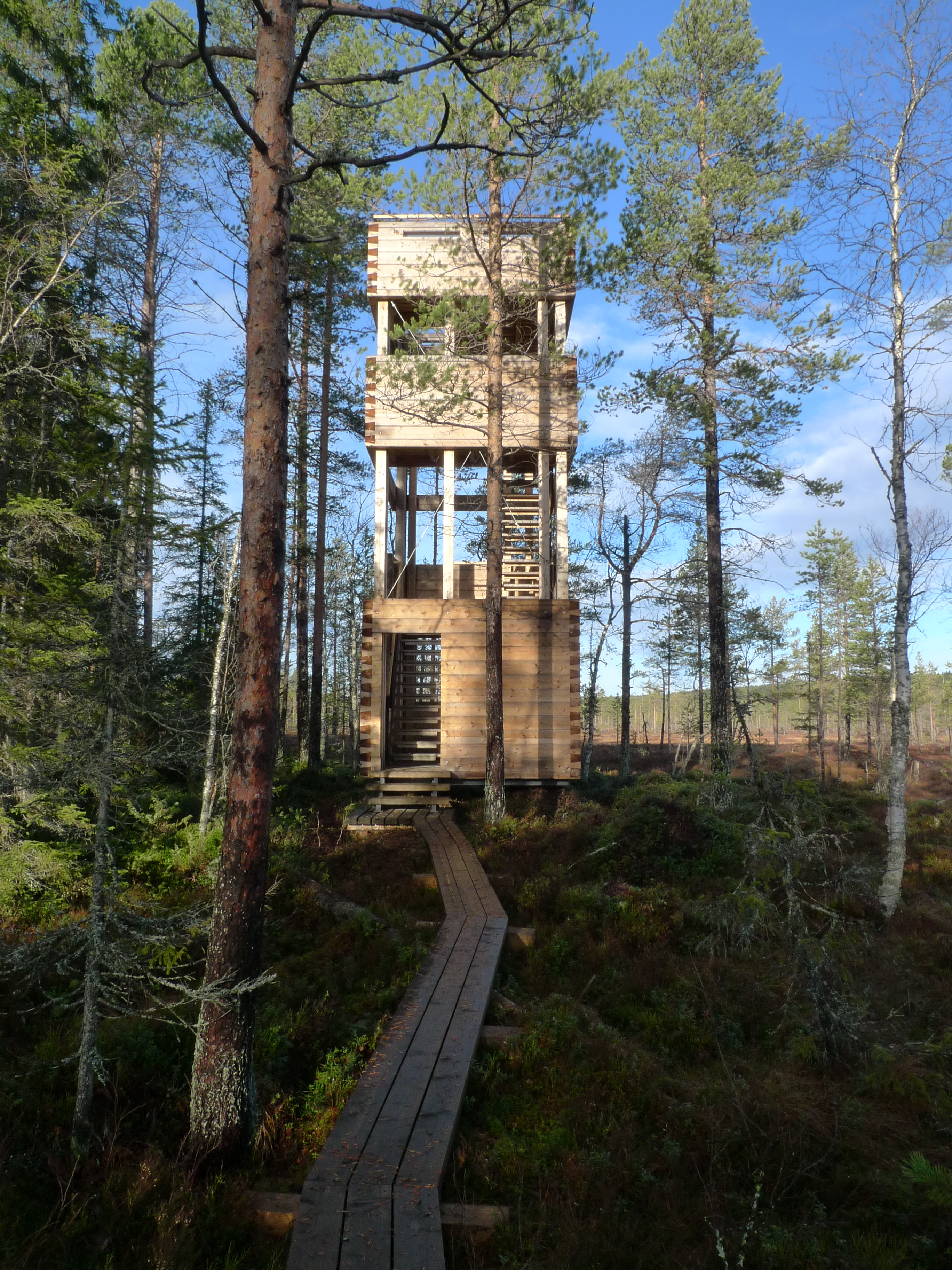
Tour d'observation de la tourbière Svartåmyran

Avant son agrandissement, Hamra recevait environ 5 000 visiteurs par an (valeur mesurée en 2008). Il s'agissait avant tout de touristes suédois, avec cependant quelques étrangers, en particulier des Allemands. La plupart des visiteurs arrivaient entre juin et septembre, et ne restaient qu'une journée, avec quelquefois une nuitée dans les environs. Cependant, avec son agrandissement en 2011, la fréquentation du parc devrait augmenter. Ceci est d'autant plus probable qu'Hamra est le premier site à tester la nouvelle stratégie touristique des parcs nationaux suédois, et qu'il bénéficie donc d'une nette amélioration de son accessibilité et de ses infrastructures, ainsi que d'une campagne de communication élaborée. Le parc arbore aussi le nouveau symbole des parcs : la couronne dorée, symbolisant le fait que les parcs nationaux sont les « joyaux de la couronne de la nature suédoise ». Hamra constitue ainsi un projet pilote en vue de la mise en place de cette stratégie aux autres parcs du pays. Ce travail fut récompensé en 2013 par l'attribution du prix Siena, la plus prestigieuse distinction d'architecture du paysage en Suède.
Une des principales raisons pouvant attirer les visiteurs dans le parc est l'attrait de la vieille forêt, avec le sentiment d'être dans un environnement quasi-vierge épargné par l'activité humaine. L'aspect pédagogique de la visite, avec sa diversité naturelle (faune et flore de la forêt et des zones humides, impact des incendies, géologie...) peut aussi motiver les visiteurs. Afin de satisfaire ces motivations, plusieurs panneaux d'informations ont été disposés près des sites intéressants et une tour d'observation a été construite pour avoir une vue sur le Svartåmyran. L'accessibilité a aussi été améliorée, avec outre l'ancienne entrée du parc national (entrée principale) et de la réserve Svartågrenen, les entrées Svartåmyran et Svartån (près de la Voxnan). Toutes ces entrées sont accessibles par une petite route de forêt les reliant à la route européenne 45 et comprennent des parkings et panneaux d'information. Le réseau de sentier a aussi été amélioré : il y avait auparavant un sentier en boucle de 3 km dans l'ancien parc, ainsi qu'un autre de 1 km dans l'ancienne réserve Svartågrenen, il existe dorénavant un grand sentier traversant tout le parc et d'autres boucles au niveau des nouvelles entrées. De plus, la boucle dans l'ancien parc a été rendue accessible aux personnes à mobilité réduite.

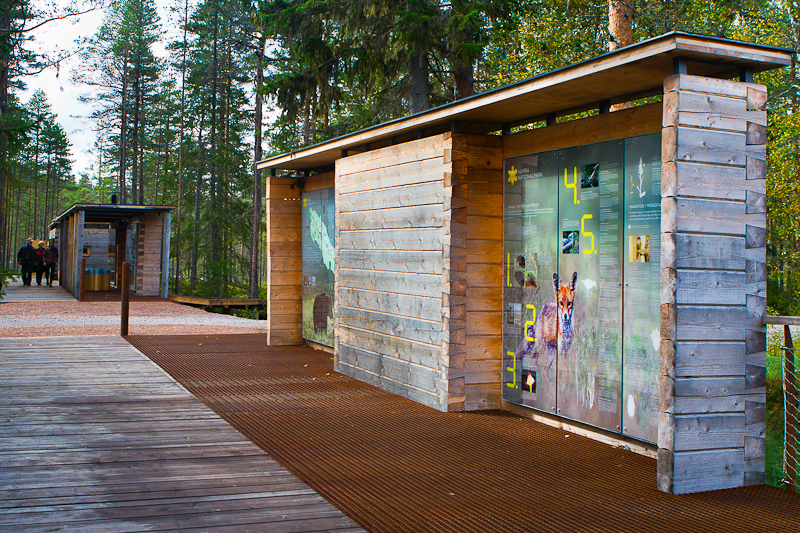
Tableaux d'information près de l'entrée principale
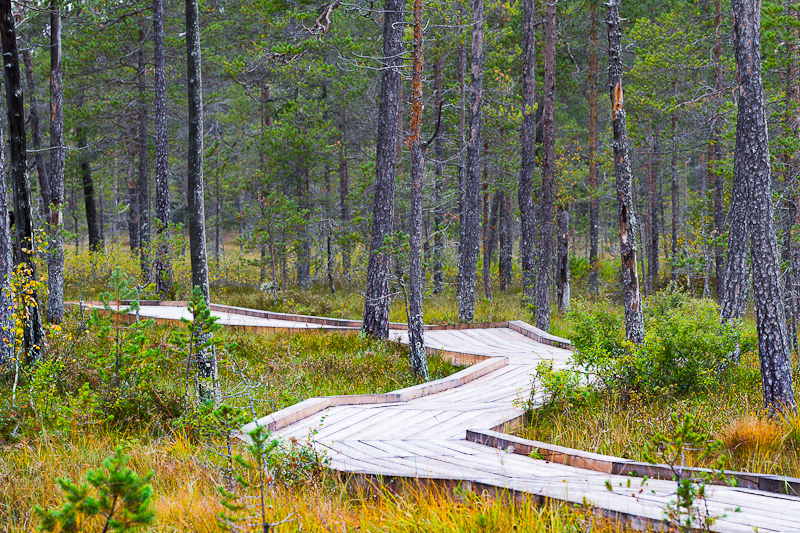
Chemin avec ses planches dans les zones à fort passage
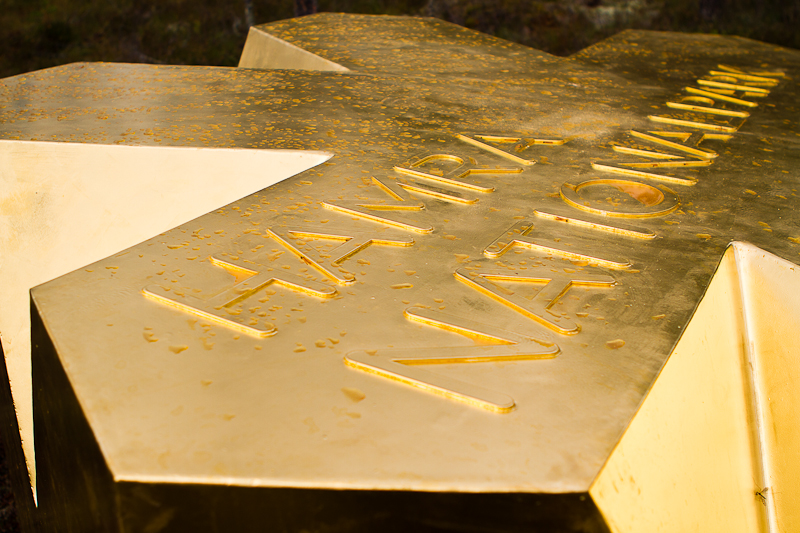
La couronne dorée dans le parc de Hamra